# Afroablepharus africanus
Espèce
Synonymes
- Mocoa africana Gray, 1845
- Panaspis africana (Gray, 1845)
- Afroablepharus africana (Gray, 1845)

Statut de conservation UICN

 VU D2 : Vulnérable
Afroablepharus africanus est une espèce de sauriens de la famille des Scincidae.

## Répartition
Cette espèce est endémique de Sao Tomé-et-Principe. Elle se rencontre dans les îles de São Tomé, de Principe et de Rolas.

## Publication originale
- Gray, 1845 : Catalogue of the specimens of lizards in the collection of the British Museum, p. 1-289 (texte intégral).